# Attentat de Jaramana du 28 novembre 2012
L'attentat de Jaramana du 28 novembre 2012 a lieu lors de la guerre civile syrienne.

## Déroulement
L'attentat a lieu à Jaramana, une ville de la Ghouta au sud-est de Damas, majoritairement peuplée de druzes et de chrétiens. Les habitants ne prennent pas part à la rébellion, ils sont ou bien neutres, ou bien favorables au régime syrien,. L'attentat se produit à 6 h 30. Selon l'Observatoire syrien des droits de l'homme il est provoqué par deux véhicules piégés, tandis que l'agence Sana fait état de « deux voitures piégées remplies d'explosif sur la place centrale de la localité de Jaramana », mais aussi de « deux bombes, dans d'autres rues », qui n'auraient cependant fait que des dégâts matériels. L'attaque n'est pas revendiquée, d'autres attentats auront lieu à Jaramana.

## Bilan humain
Le jour même de l'attentat, le ministère de l’Intérieur donne un bilan provisoire de 34 morts et 83 blessées. De son côté, l'Observatoire syrien des droits de l'homme donne un premier bilan de 47 morts et 83 blessés, qu'il revoit par la suite à la hausse, à 54 morts et 120 blessés, dont 23 dans un état grave,. François d’Alançon, envoyé spécial du journal La Croix, affirme le 2 décembre que l'attentat a fait 68 morts et 110 blessés.